# Didactylia somalicus
Didactylia somalicus är en skalbaggsart som beskrevs av Vladimir Balthasar 1941. Didactylia somalicus ingår i släktet Didactylia och familjen Aphodiidae. Inga underarter finns listade i Catalogue of Life.